# Puchar Włoch w piłce nożnej (2001/2002)
Puchar Włoch 2001/02 – 55 edycja rozgrywek piłkarskiego Pucharu Włoch.

## Półfinały
- A.C. Milan - Juventus F.C. 1:2 i 1:1
- AC Parma - Brescia Calcio 2:0 i 1:2

## Finał
- 25 kwietnia 2002, Turyn: Juventus F.C. - AC Parma 2:1
- 10 maja 2002, Parma: AC Parma - Juventus F.C. 1:0